# Jean-Philippe Mayer
 (mai 2023).
Si vous disposez d'ouvrages ou d'articles de référence ou si vous connaissez des sites web de qualité traitant du thème abordé ici, merci de compléter l'article en donnant les références utiles à sa vérifiabilité et en les liant à la section « Notes et références ».
 (mai 2023).
Pour les articles homonymes, voir Mayer.
Jean-Philippe Mayer, né le 30 octobre 1980 à Paris, est un producteur artistique français. Manager puis producteur d'artistes, il est également parolier et créateur de webradios. Il a dirigé la société de production musicale One Sound : Music de 2002 à 2009.
Les Larmes blanches de Grégory Rateau (2007) constitue à ce jour sa seule production pour le petit écran.
En 2008, il est également le producteur du premier single de Malik Hemaïdi (Nouvelle Star 3) intitulé Trop yes ! avant de fonder Radio Live Paris, web radio spécialisée dans la musique live.
Il a aussi travaillé sur les comédies musicales Le Roi Soleil et Le Petit Prince puis géré la carrière d'artistes issus entre autres de la télé-réalité.